# Guvernoratul Port Said
Guvernoratul Port Said (în arabă بور سعيد) este o unitate administrativă de gradul I, situată  în  partea de nord-est a Egiptului. Reședința sa este orașul Port Said.